# Liste von Schiffen mit dem Namen Bremen
Bremen ist ein mehrfach genutzter Name von Schiffen, für den zumeist die Hansestadt Bremen bzw. das gleichnamige Land Pate stand.

## Schiffsliste
| Bezeichnung | Schiffsart                                   | Klasse / Typ      | Baujahr | Bauwerft                                      | Eigner                                            | Dienstzeit             | Verbleib | Bild |
| ----------- | -------------------------------------------- | ----------------- | ------- | --------------------------------------------- | ------------------------------------------------- | ---------------------- | --- | ---- |
| Bremen      | Raddampfer                                   |                   | 1842    | Johann Marbs, St. Pauli                       | Reichsflotte                                      | 1848–1852              | 1853 verkauft, in Hannover umbenannt, als Hulk aufgebraucht                                                                                         |      |
| Bremen      | Walfang-Bark                                 |                   | 1844    | Bremen                                        |                                                   | 1844–1847 (mindestens) | |      |
| Bremen      | Segeldampfer                                 |                   | 1858    | Caird & Company, Greenock                     | Norddeutscher Lloyd / Edward Bates & Company      | 1858–1882              | Am 16. Oktober 1882 gestrandet |      |
| Bremen      | Reichspostdampfer                            | Barbarossa-Klasse | 1897    | Schichau, Danzig                              | Norddeutscher Lloyd                               | 1897–1921              | 1921 in Constantinople umbenannt, 1929 abgewrackt                                                                                                   |      |
| Bremen      | Reichspostdampfer                            | Barbarossa-Klasse | 1900    | AG Vulcan, Stettin                            | Norddeutscher Lloyd                               | 1923–1928              | In Karlsruhe umbenannt, 1933 abgewrackt |      |
| Bremen      | Frachtsegler                                 |                   | 1902    |                                               | Segelschiffsreederei Seefahrt                     | 1926–1930              | In den 1930er Jahren abgewrackt |      |
| Bremen      | Kleiner Kreuzer                              | Bremen-Klasse     | 1903    | AG Weser, Bremen                              | Kaiserliche Marine                                | 1904–1915              | Am 17. Dezember 1915 gesunken |      |
| Bremen      | Handels-U-Boot                               |                   | 1916    | Flensburger Schiffbau-Gesellschaft, Flensburg | Deutsche Ozean-Reederei                           | 1916                   | 1916 auf See verschollen |      |
| Bremen      | Passagierschiff                              |                   | 1929    | AG Weser, Bremen                              | Norddeutscher Lloyd                               | 1929–1940              | 1941 ausgebrannt und in der Folge abgewrackt |      |
| Bremen      | Seenotrettungskreuzer                        |                   | 1931    | Lürssen, Vegesack                             | Deutsche Gesellschaft zur Rettung Schiffbrüchiger | 1953–1965              | 1965 verkauft und in Oeltjen umbenannt, als Wal in Fahrt, 2013 zurück im Museumshafen Vegesack und als „bewegliches Denkmal“ unter Schutz gestellt. |      |
| Bremen      | Passagierschiff                              |                   | 1939    | Chantiers de l’Atlantique, Saint-Nazaire      | Norddeutscher Lloyd                               | 1957–1971              | 1971 verkauft und in Regina Magna umbenannt, am 6. Juni 1980 gesunken                                                                               |      |
| Bremen      | Fahrgastschiff, Tagesausflugsschiff (Binnen) |                   | 1972    | Lux-Werft, Mondorf                            | Flotte Weser                                      | 1972                   | 1972 als Möwe in Fahrt, ab 2005 Seelandperle, ab 2010 Bremen                                                                                        |      |
| Bremen      | Fregatte                                     | Bremen-Klasse     | 1979    | Bremer Vulkan, Bremen                         | Deutsche Marine                                   | 1982–2014              | |      |
| TK Bremen   | Stückgutschiff                               |                   | 1982    | Daesun, Busan                                 |                                                   |                        | Am 16. Dezember 2011 gestrandet und anschließend abgewrackt                                                                                         |      |
| Bremen      | Kreuzfahrtschiff                             |                   | 1990    | Mitsubishi Heavy Industries, Kōbe             | Hapag-Lloyd                                       | seit 1993              | |      |
| Bremen      | Seenotrettungskreuzer                        | 27,5-Meter-Klasse | 1993    | Lürssen, Vegesack                             | Deutsche Gesellschaft zur Rettung Schiffbrüchiger | seit 1993              | |      |
| MCL Bremen  | Mehrzweckschiff                              |                   | 2010    | Zhejiang Dongfang Shipbuilding, Yueqing       | Schepers Bereederung                              | seit 2010              | |      |
| Bremen 1    | Feuerlöschboot, Polizeiboot                  |                   | 2011    | Damen Shipyards Group, Gorinchem, Niederlande | Freie Hansestadt Bremen                           | seit 2012              | |      |